# Гібсленд
Гібсленд (англ. Gibsland) — місто (англ. town) в США, в окрузі Б'єнвіль штату Луїзіана. Населення — 773 особи (2020).

## Географія
Гібсленд розташований за координатами 32°32′25″ пн. ш. 93°3′19″ зх. д. / 32.54028° пн. ш. 93.05528° зх. д. (32.540236, -93.055298).  За даними Бюро перепису населення США в 2010 році місто мало площу 6,87 км², з яких 6,82 км² — суходіл та 0,06 км² — водойми.

## Демографія
Згідно з переписом 2010 року, у місті мешкало 979 осіб у 413 домогосподарствах у складі 272 родин. Густота населення становила 142 особи/км².  Було 534 помешкання (78/км²).
Расовий склад населення:
| - 81,3 % — чорних або афроамериканців - 16,1 % — білих - 0,1 % — корінних американців - 0,1 % — азіатів |

До двох чи більше рас належало 1,4 %. Частка іспаномовних становила 1,5 % від усіх жителів.
За віковим діапазоном населення розподілялося таким чином: 23,7 % — особи молодші 18 років, 59,3 % — особи у віці 18—64 років, 17,0 % — особи у віці 65 років та старші. Медіана віку мешканця становила 40,0 року. На 100 осіб жіночої статі у місті припадало 84,4 чоловіків;  на 100 жінок у віці від 18 років та старших — 81,8 чоловіків також старших 18 років.
Середній дохід на одне домашнє господарство  становив 39 217 доларів США (медіана — 30 000), а середній дохід на одну сім'ю — 46 052 долари (медіана — 30 250). Медіана доходів становила 24 607 доларів для чоловіків та 30 370 доларів для жінок. За межею бідності перебувало 35,0 % осіб, у тому числі 56,4 % дітей у віці до 18 років та 10,5 % осіб у віці 65 років та старших.
Цивільне працевлаштоване населення становило 394 особи. Основні галузі зайнятості: виробництво — 43,1 %, освіта, охорона здоров'я та соціальна допомога — 22,8 %, фінанси, страхування та нерухомість — 10,9 %, роздрібна торгівля — 5,8 %.